# タチイヌノフグリ
タチイヌノフグリ（立犬の陰嚢、Veronica arvensis）はオオバコ科クワガタソウ属の雑草。ヨーロッパ・アフリカ原産で、世界中に外来種（帰化植物）として分布している。
オオイヌノフグリに似ているが、茎が直立しており、和名の由来となっている。ほとんどの葉が対生し、果実が無柄なのが特徴。花が小さい上に、開花している時間が短いために目立たない。中国名は、直立婆婆納。

## 特徴
一年草または二年草。基部を除いて茎は直立し、高さ10 - 30センチメートル (cm) になる。葉は対生し、最下部の葉には短い柄があるが、それ以外は無柄である。葉縁には円い鋸歯が数対あり、半両面共に短い毛が生える。茎の上方の葉になるほど小さくなり、苞葉に移行する。苞葉は互生し、1 - 3対の鋸歯があり、それぞれ1個の花を抱く。
花は径3 - 4ミリメートル (mm) でコバルト色をしており、雄蕊が2個と雌蕊が1個がつく。萼は長さ4 mmほどで、細かい腺毛がある。
果実は扁平な倒心臓形で、中に20個前後の種子が入る。種子は長さ0.8 mmほどの大きさである。

## 分布
ヨーロッパ（またはユーラシア大陸）からアフリカを原産地とする。
北アフリカ、アジア（日本を含む）、オーストラリア、北アメリカ、南アメリカに移入分布する。日本には明治初期に渡来した。牧野富太郎は『植物研究雑誌』（1919年）にて、「明治16, 7年頃ニハ東京デサヘモソウハ沢山ニ見ナカッタ。明治17年ノ5月頃ニ私ハ松村任三君カラ永楽町ノ土堤ニ在ルト教エラレテ採集ニ行キ…」と述べている。その後、日本全国に渡って雑草化している。